# Charles Foulkes (brytyjski wojskowy)
Charles Howard Foulkes (ur. 1 lutego 1875 w Bangalore, zm. 6 maja 1969 we Fleet) – szkocki hokeista na trawie. Brązowy medalista olimpijski z Londynu (1908). Był też oficerem armii brytyjskiej.
Na igrzyska olimpijskie został powołany jako zawodnik klubu z Carlton. Był na nich obrońcą.
Grał w dwóch meczach, jakie Szkoci rozegrali w turnieju. 29 października 1908, w meczu pierwszej rundy, Szkoci wygrali z Niemcami 4-0. 30 października w meczu półfinałowym, zmierzyli się oni z Anglikami. Szkocja przegrała 1-6, tym samym odpadając z turnieju. Pokonani w półfinałach mieli jednak zagwarantowany brązowy medal olimpijski, bowiem nie rozgrywano meczu o trzecie miejsce (medale zdobyły wszystkie cztery drużyny z Wielkiej Brytanii (Anglia, Irlandia, Szkocja i Walia), jednak wszystkie przypisywane są Zjednoczonemu Królestwu). Foulkes nie strzelił żadnego gola.
Brał udział w I wojnie światowej. Walczył w I bitwie pod Ypres. Później został głównym doradcą armii brytyjskiej do spraw wykorzystania gazów bojowych. Zakończył służbę w stopniu generała majora. Odznaczony m.in. Orderem Łaźni, Orderem św. Michała i św. Jerzego i Orderem Wybitnej Służby.